# 约瑟夫·法尔斯
约瑟夫·法尔斯（瑞典語：Josef Fares，1977年9月19日—）是一名黎巴嫩裔瑞典籍电影导演、编剧、游戏设计师。他的哥哥法瑞斯·法瑞斯是一名瑞典演员，多次出现在他的作品中。

## 生平
约瑟夫·法尔斯出生于黎巴嫩贝鲁特，在他10岁时因为黎巴嫩內戰而全家迁移到瑞典避难。2006年，他的第三部电影《祖祖》获得了北欧理事会电影奖的最佳影片。2010年之后他将重心逐渐转移到电子游戏领域，2013年他的首部游戏《兄弟：双子传说》发售，并获得好评。2014年他在EA DICE的协助下在斯德哥尔摩成立了霧影工作室。2018年第二部游戏《越獄搭檔》发售，因双人合作方面的扎实设计再次获得好评。第三部游戏《双人成行》于2021年发售，游戏延续了法尔斯所擅长的双人合作形式，游戏在发售后也获得了很高的评价。
令约瑟夫·法尔斯为人熟知的是他在游戏大奖2017颁奖典礼上介绍自己新作《逃出生天》时直接爆粗口并比中指对奥斯卡奖等表示不满；这段发言让他之后成为了网络迷因。